# Peder Schumacher Griffenfeld

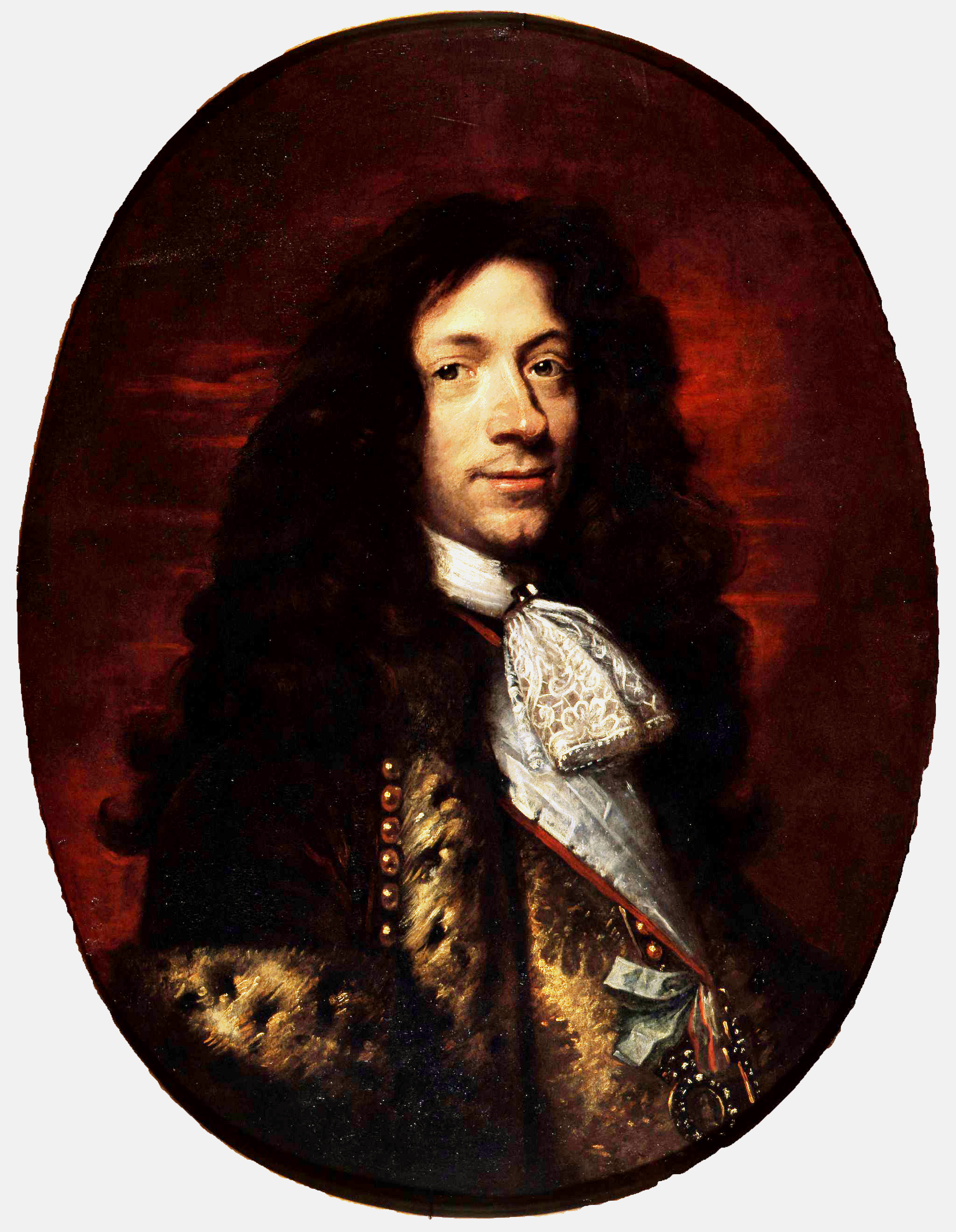
Peter Schumacher Graf von Griffenfeld, 1635–1699, Gemälde von Abraham Wuchters

Peter (Peder) Schumacher Graf von Griffenfeld (* 24. Augustjul. / 3. September 1635greg. in Kopenhagen; † 12. Märzjul. / 22. März 1699greg. in Drontheim, Norwegen) war ein dänischer Staatsmann und Reichskanzler. Er verfasste 1661 das Königsgesetz, das 1665 in Kraft trat und Dänemark zum einzigen Land machte, dessen Absolutismus in der Verfassung verankert war. 1676 fiel er in Ungnade und wurde zum Tode verurteilt. Auf dem Schafott wurde er begnadigt und verbrachte die nächsten 22 Jahre in Festungshaft. Er starb kurz nach seiner Entlassung. Sein Name „Peter“ (dänisch „Peer“ oder „Per“) wurde in Dänemark „Peder“ ausgesprochen.

## Kindheit
Peter Schumacher war der älteste Sohn einer wohlhabenden deutschen Kaufmannsfamilie aus Bergedorf im Herzogtum Holstein. Die Familie war eng mit den führenden bürgerlichen, kirchlichen und gelehrten Kreisen Kopenhagens verbunden. Mit zehn Jahren wurde er auf die Universität vorbereitet, und schon bald wurde König Friedrich III. von Dänemark auf ihn aufmerksam, als ihn sein stolzer Lehrer Texte aus der hebräischen Bibel ins Lateinische und Dänische übersetzen ließ. Mit zwölf Jahren hielt er an der Universität Kopenhagen seinen ersten Vortrag in fließendem Latein.

## Bildungsjahre
1654 ging er für acht Jahre ins Ausland, wo er sich mit Theologie, historischen, staatsrechtlichen, naturwissenschaftlichen und sprachlichen Studien beschäftigte. Er hielt sich an den Universitäten in Leiden, Utrecht und Amsterdam auf und ging 1657 für drei Jahre nach Oxford ans Queen’s College. Im Herbst 1660 besuchte er Paris. Das letzte Jahr seiner Reise verbrachte er in Spanien, wo er sich gründliche Kenntnisse der kastilischen Sprache und Literatur aneignete. 1662 kehrte er hochgebildet und mit exquisiten Manieren zurück.

## Karriere
In Kopenhagen sicherte er sich die Protektion des königlichen Vertrauten Christoffer von Gabel und wurde 1663 von Friedrich III. zum königlichen Bibliothekar ernannt. Die Freundschaft mit Graf Ulrich Friedrich Gyldenlöwe, dem unehelichen Sohn des Königs, festigte seine Position. Als Kabinettssekretär entwarf er 1665 eine Verfassung für die absolute Monarchie, die Lex Regia („Königsgesetz“, dänisch Kongelov).
Beim Tod Friedrichs III. war Schumacher zu dessen engstem Vertrauten aufgestiegen. Der König empfahl ihn seinem Sohn Christian V.: „Machen Sie aus ihm einen großen Mann, aber tun Sie es langsam“. Sofort am Todestag Friedrichs III. am 9. Februar 1670 ernannte ihn der neue König zum „Obergeheimsekretär“, und im Mai erhielt er den Titel „Exzellenz“ und „Geheimrat“.
Im Juli des gleichen Jahres wurde Peter Schumacher unter dem Namen Griffenfeld geadelt. Er vermählte sich mit Catherine Nansen, der Enkelin des berühmten Kopenhagener Bürgermeisters Hans Nansen, die ihm viel Geld mit in die Ehe brachte. Sie starb 1672, nachdem sie ihm eine Tochter geboren hatte. Am 26. November 1673 wurde Griffenfeld zum Grafen ernannt und in den Elefanten-Orden aufgenommen. Im folgenden Jahr wurde er Reichskanzler und Königlicher Schirmherr der Sankt-Petri-Gemeinde. Anlässlich seiner Ernennung zum Grafen wurde eine silberne Gedenkmedaille geprägt.

## Politik
Peter Griffenfeld unterstützte eine umfassende Reformpolitik in Wirtschaft und Verwaltung und nahm großen Einfluss auf die dänische Gesetzgebung. Daneben liebte er glanzvolle Gesellschaftsauftritte. Am 25. Mai 1671 empfahl er Christian V. die Gründung des Dannebrogordens. Gegen Ende seiner Amtszeit konzentrierte er sich auf die Außenpolitik Dänemarks. Insbesondere beschäftigte er sich mit den 1658 verlorenen Provinzen Schonen, Halland und Blekinge. Er wollte Dänemark wieder zur Großmacht machen und erarbeitete das Griffenfeld-Bündnissystem. Er war die treibende Kraft für eine Frankreich-freundliche Politik und warnte vor einem Krieg mit Schweden. Seine Politik wurde aber immer wieder durchkreuzt. Schließlich erklärte Dänemark 1675 den Krieg gegen Schweden. Danach musste es das Friedensdiktat von Frankreich anerkennen. Griffenfeld fiel in Ungnade.

## Prozess
Griffenfeld hatte viele Neider, und nicht wenige trachteten danach, ihn zu vernichten. Da man glaubte, im Briefwechsel Griffenfelds mit den umliegenden Staaten einen Hinweis auf Verrat zu finden, ließ man ihn am  21. März 1676 verhaften und während fast sechs Wochen seine Papiere durchsuchen. Man fand jedoch nichts, was auf Verrat hindeutete, außer einer Bemerkung in seinem privaten Tagebuch, wonach Christian V. im Gespräch mit einem Botschafter „wie ein Kind“ gesprochen hätte. Am 3. Mai wurde Griffenfeld nicht, wie sonst üblich, vor den Obersten Gerichtshof gestellt, sondern vor ein Sondertribunal. Er wurde wegen Simonie, Bestechung und Malversation angeklagt sowie des Eidbruchs und der Majestätsbeleidigung (lat. crimen laesae maiestatis) beschuldigt. Einzig den Vorwurf des Verrats ließ man fallen.

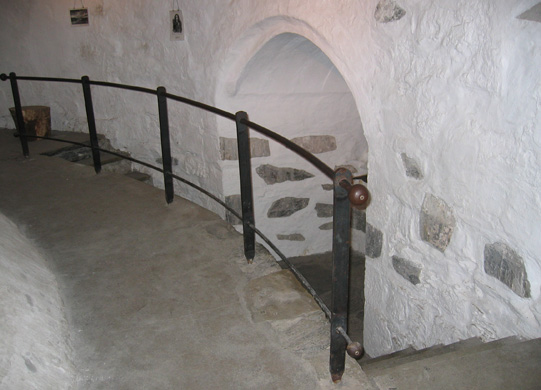
Griffenfelds Zelle auf Munkholmen (Nachbau)

Vor dem Prozess verbrachte Griffenfeld fast sieben Wochen in einem engen Verlies ohne Licht. Jeder Rechtsbeistand wurde ihm verweigert. Am  5. Juni 1676 wurde er zum Tod durch Enthauptung verurteilt. Ferner verlor er seine Ehre, sein Vermögen und den Namen Griffenfeld. Einer der Richter weigerte sich das Urteil zu unterzeichnen und legte beim König Protest ein. Griffenfeld stand schon auf dem Schafott, als dieser ihn begnadigte und seine Strafe in lebenslange Haft umwandelte. Vergeblich bat Schumacher für den Rest seines Lebens als gemeiner Soldat dienen zu dürfen. Die nächsten 22 Jahre verbrachte er als einsamer Gefangener in strenger Kerkerhaft zuerst in Frederikshavn und ab 1680 auf der Insel Munkholm bei Drontheim Fjord (heute Trondheim, Norwegen). 1698 wurde er erneut begnadigt und starb kurz danach am  22. März 1699.
Die Statue von Peter Schumacher Graf von Griffenfeld steht im Bibliotheksgarten des Landesarchivs in Kopenhagen. Auch eine Straße ist nach ihm benannt. Sein Sarkophag befindet sich in der Kirche Vaer bei Horsens, wo auch seine Tochter (Charlotte Amalie, † 1703) und sein Schwiegersohn Frederik Krag, Vize-Gouverneur von Norwegen und Besitzer von Stensballe, ihre letzte Ruhestätte fanden.